# 인제군

인제군의 지리적 위치

인제군(麟蹄郡)은 대한민국 강원특별자치도 북부에 있는 태백산맥을 중심으로 한 영서북부지역에 위치한 군이다. 철원군·양구군·고성군과 더불어 휴전선에 접한 곳이다. 동쪽으로는 고성군·속초시·양양군, 서쪽으로는 양구군·춘천시, 남쪽으로는 홍천군에 접한다. 군내는 태백산맥이 종관하는 영서 산악지대로서 무산(1,319m)·향로봉(1,293m)·설악산(1,708m)·점봉산(1,424m)·가칠봉(1,240m) 등이 연봉을 이루어 높고 험준하며, 서쪽은 도솔산맥이 양구군과 경계를 이루고 있다. 군청 소재지는 인제읍 상동리이고, 행정구역은 1읍 5면이다.

## 역사
| Daedongyeojido (Gyujanggak) 11-02.jpg | Daedongyeojido (Gyujanggak) 11-01.jpg |
| Daedongyeojido (Gyujanggak) 12-02.jpg | Daedongyeojido (Gyujanggak) 12-01.jpg |

고구려 때 저족현(猪足縣：烏斯回)이라 하였는데 고려 때 인제로 개칭하고, 춘천에 귀속되었다가 뒤에 회양(淮陽)에 예속하였다. 고려 공양왕 1년(1389년)에 독립하여 감무를 두었고, 조선 태종 13년(1413년)에는 현감을 두었다. 과거 이 지역은 유배지였는데, 원통 일대가 주된 유배지였다.
- 1895년 6월 23일(음력 윤5월 1일): 춘천부 인제군으로 개편되었다.[3]
- 1896년 8월 4일 : 상위 행정기관인 춘천부가 강릉부와 합쳐지면서 강원도 소속이 되었다.[4]
- 1906년 춘천군 기린면을 편입하였다.
- 1914년 4월 1일 : 6면으로 개편하였다.[5]

6면 - 군내면, 내면, 남면, 북면, 서화면, 기린면
- 1917년 : 군내면을 인제면으로 개칭하였다.
- 1945년 9월 2일 : 미국과 소련이 38선을 경계로 한반도를 분할 점령함으로써 내면 전부 · 남면 대부분과 인제면·기린면의 일부를 제외한 인제군 전 지역이 소련군정 관할 아래 들아갔다.
- 1945년 9월 16일 : 인제군의 미군정 관할 지역이 홍천군에 편입되었다.

| 구 행정구역                                                                  | 신 행정구역           |
| ---------------------------------------------------------------------------- | --------------------- |
| 인제군 남면 부평리, 어론리, 김부리, 정자리, 갑둔리, 신풍리, 남전리의 일부    | 홍천군 신남면(新南面) |
| 인제군 기린면 현리, 서리, 방동리, 상남리, 하남리, 진동리의 일부, 북리의 일부 | 홍천군 신남면(新南面) |
| 인제군 인제면 원대리의 일부                                                  | 홍천군 신남면(新南面) |
| 인제군 내면                                                                  | 홍천군 내면           |
- 1953년 7월 27일 : 한국 전쟁의 결과, 대한민국이 서화면의 북쪽 일부를 제외한 인제군의 전 지역을 수복하였다.
- 1954년 11월 17일 : 인제군이 행정기능을 회복하고, 홍천군(내면 제외) 편입 지역이 환원되었다.[6] (6면)

| 법률 제350호 수복지구임시행정조치법                                |
| 신 행정구역                                                        |
| 인제군 인제면, 북면, 서화면, 남면, 기린면, 해안면(양구군에서 편입) |
- 1963년 1월 1일 : 해안면을 서화면에 편입하였다.[7] (5면)
- 1973년 7월 1일 : 춘성군 북산면 수산리와 양구군 남면 상수내리, 하수내리가 인제군 남면에, 홍천군 내면 미산리가 기린면에 편입되었고, 서화면에 속해있던 해안면 지역인 현리, 오류리, 만대리, 월산리, 후리, 이현리가 양구군 동면에, 인제군 남면 두무리가 양구군 남면에 이관되었다.[8]
- 1979년 5월 1일 : 인제면이 인제읍으로 승격하였다.[9] (1읍 4면)
- 1983년 2월 15일 : 인제군 기린면 상남리·하남리·미산리와 남면 김부리를 관할로 하여 상남면이 신설되었다.[10] (1읍 5면)
- 2017년 3월 22일 : 북면에 원통9리 신설. 남면 갑둔리를 소치리로 명칭 변경. 단, 군사적 이유로 거주가 제한되는 지역은 기존 명칭인 갑둔리로 존치.[11][12]

## 지리
남쪽은 홍천군, 서쪽은 춘천시와 양구군(광치령), 동쪽은 속초시(미시령), 고성군(진부령), 양양군(한계령)과 접해 있다. 북쪽에 있는 서화면 일부는 휴전선에 접해 있어서 일부에는 민통선이 설정되어 있다. 대한민국 기초 자치 단체 가운데 홍천군 다음으로 넓은 면적을 차지하며, 인구밀도는 대한민국 기초 자치 단체 중에서 가장 낮다.
강원특별자치도의 중앙부에 위치하고 동쪽 태백산맥에는 무산(1,320ｍ)·향로봉(1,298ｍ)·설악산(1,708ｍ), 오대산(1,568) 등이 솟아 있고, 서쪽은 대암산 줄기가 남북으로 뻗어 있다.하천은 북한강의 지류 소양강이 주류가 되어 남류하다가 인제 부근에서 내린천 등 지류와 합류한다. 연안에는 약간의 범람원과 작은 선상지가 발달, 그 중 서화분지가 비교적 크다.

### 기후
내륙 산간지이기 때문에 여름·겨울의 기온 교차뿐만 아니라 주야의 교차도 심한 내륙 고원 기후를 나타내며, 강수량은 여름에 집중적으로 많고, 겨울의 적설도 많다. 연평균 기온 10.4 , 1월 평균 －4.7, 8월 평균 23.4, 최고 기온 39 (1942. 7), 최저 기온 －30 (1927. 1), 연평균 강수량 1,205mm이다.
| 인제기상관측소 (인제군 인제읍 남북리, 해발 201.78m)의 기후 | 인제기상관측소 (인제군 인제읍 남북리, 해발 201.78m)의 기후 | 인제기상관측소 (인제군 인제읍 남북리, 해발 201.78m)의 기후 | 인제기상관측소 (인제군 인제읍 남북리, 해발 201.78m)의 기후 | 인제기상관측소 (인제군 인제읍 남북리, 해발 201.78m)의 기후 | 인제기상관측소 (인제군 인제읍 남북리, 해발 201.78m)의 기후 | 인제기상관측소 (인제군 인제읍 남북리, 해발 201.78m)의 기후 | 인제기상관측소 (인제군 인제읍 남북리, 해발 201.78m)의 기후 | 인제기상관측소 (인제군 인제읍 남북리, 해발 201.78m)의 기후 | 인제기상관측소 (인제군 인제읍 남북리, 해발 201.78m)의 기후 | 인제기상관측소 (인제군 인제읍 남북리, 해발 201.78m)의 기후 | 인제기상관측소 (인제군 인제읍 남북리, 해발 201.78m)의 기후 | 인제기상관측소 (인제군 인제읍 남북리, 해발 201.78m)의 기후 | 인제기상관측소 (인제군 인제읍 남북리, 해발 201.78m)의 기후 |
| 월                                                         | 1월                                                        | 2월                                                        | 3월                                                        | 4월                                                        | 5월                                                        | 6월                                                        | 7월                                                        | 8월                                                        | 9월                                                        | 10월                                                       | 11월                                                       | 12월                                                       | 연간                                                       |
| ---------------------------------------------------------- | ---------------------------------------------------------- | ---------------------------------------------------------- | ---------------------------------------------------------- | ---------------------------------------------------------- | ---------------------------------------------------------- | ---------------------------------------------------------- | ---------------------------------------------------------- | ---------------------------------------------------------- | ---------------------------------------------------------- | ---------------------------------------------------------- | ---------------------------------------------------------- | ---------------------------------------------------------- | ---------------------------------------------------------- |
| 역대 최고 기온 °C (°F)                                     | 13.2 (55.8)                                                | 18.9 (66.0)                                                | 23.5 (74.3)                                                | 31.2 (88.2)                                                | 33.0 (91.4)                                                | 35.4 (95.7)                                                | 36.8 (98.2)                                                | 37.7 (99.9)                                                | 34.1 (93.4)                                                | 28.6 (83.5)                                                | 24.2 (75.6)                                                | 16.9 (62.4)                                                | 37.7 (99.9)                                                |
| 일평균 최고 기온 °C (°F)                                   | 1.5 (34.7)                                                 | 4.7 (40.5)                                                 | 10.5 (50.9)                                                | 17.8 (64.0)                                                | 23.2 (73.8)                                                | 27.0 (80.6)                                                | 28.2 (82.8)                                                | 28.8 (83.8)                                                | 24.7 (76.5)                                                | 19.1 (66.4)                                                | 11.0 (51.8)                                                | 3.5 (38.3)                                                 | 16.7 (62.1)                                                |
| 일일 평균 기온 °C (°F)                                     | −4.7 (23.5)                                                | −1.8 (28.8)                                                | 4.0 (39.2)                                                 | 10.6 (51.1)                                                | 16.1 (61.0)                                                | 20.4 (68.7)                                                | 23.3 (73.9)                                                | 23.4 (74.1)                                                | 18.4 (65.1)                                                | 11.8 (53.2)                                                | 4.8 (40.6)                                                 | −2.1 (28.2)                                                | 10.4 (50.7)                                                |
| 일평균 최저 기온 °C (°F)                                   | −10.4 (13.3)                                               | −7.7 (18.1)                                                | −1.9 (28.6)                                                | 3.8 (38.8)                                                 | 9.6 (49.3)                                                 | 15.1 (59.2)                                                | 19.6 (67.3)                                                | 19.7 (67.5)                                                | 14.0 (57.2)                                                | 6.4 (43.5)                                                 | −0.4 (31.3)                                                | −7.3 (18.9)                                                | 5.0 (41.0)                                                 |
| 역대 최저 기온 °C (°F)                                     | −25.9 (−14.6)                                              | −24.5 (−12.1)                                              | −14.9 (5.2)                                                | −7.0 (19.4)                                                | 0.1 (32.2)                                                 | 3.4 (38.1)                                                 | 9.8 (49.6)                                                 | 9.0 (48.2)                                                 | 0.7 (33.3)                                                 | −6.5 (20.3)                                                | −14.0 (6.8)                                                | −22.8 (−9.0)                                               | −25.9 (−14.6)                                              |
| 평균 강수량 mm (인치)                                      | 16.6 (0.65)                                                | 22.8 (0.90)                                                | 32.1 (1.26)                                                | 69.8 (2.75)                                                | 92.6 (3.65)                                                | 116.8 (4.60)                                               | 332.4 (13.09)                                              | 287.6 (11.32)                                              | 127.4 (5.02)                                               | 44.8 (1.76)                                                | 40.9 (1.61)                                                | 20.8 (0.82)                                                | 1,204.6 (47.43)                                            |
| 평균 강수일수 (≥ 0.1 mm)                                   | 5.9                                                        | 5.7                                                        | 7.8                                                        | 8.7                                                        | 9.4                                                        | 10.3                                                       | 15.2                                                       | 14.0                                                       | 8.9                                                        | 5.8                                                        | 7.5                                                        | 5.9                                                        | 105.1                                                      |
| 평균 상대 습도 (%)                                         | 65.0                                                       | 61.1                                                       | 58.4                                                       | 56.4                                                       | 63.7                                                       | 69.7                                                       | 78.5                                                       | 79.0                                                       | 76.8                                                       | 72.9                                                       | 69.0                                                       | 67.3                                                       | 68.2                                                       |
| 평균 월간 일조시간                                         | 158.8                                                      | 158.3                                                      | 187.5                                                      | 199.4                                                      | 215.6                                                      | 199.2                                                      | 144.9                                                      | 159.7                                                      | 165.0                                                      | 166.9                                                      | 136.1                                                      | 147.1                                                      | 2,038.5                                                    |
| 출처: 기상청 (평년값: 1991년~2020년, 극값: 1971년~현재)    |                                                            |                                                            |                                                            |                                                            |                                                            |                                                            |                                                            |                                                            |                                                            |                                                            |                                                            |                                                            |                                                            |

## 지질
인제군은 경기 지괴 북동부에 위치해 있어, 주요 암석인 고원생대 편마암과 이를 관입한 중생대 화강암으로 구성되어 있다. 동부의 설악산 지역은 중생대의 화강암이 더 많이 분포한다.

### 선캄브리아기
소양강-북천(또는 인제 단층) 북서부에 해당하는 지역에는 고원생대의 (경기변성암복합체) 흑운모편마암(PRbgn)과 화강편마암(PRggn), 석영운모편암(PRqms), 경기변성암복합체 석류석화강편마암(PRgtgn), 미그마타이트질 흑운모편마암(PRmbgn), 석영편암(PRqsch) 등 편마암·편암 계열의 암석이 주로 분포한다.

### 중생대
중생대 화강암은 동부 설악산 지역에 대규모로 분포한다. 중생대의 퇴적암은 백담분지에만 분포한다.

### 신생대하안단구층
인제군의 소양강을 따라 하안단구 퇴적층이 존재한다.

### 설악산지역
설악산 지역은 대부분 중생대에 관입한 화강암으로 구성되어 있으며, 쥐라기 인제 화강암(Jigr)과 백악기 설악산 화강암(Ksgr)이 그 대부분을 차지하고 있다. 또한 설악산 일대에는 다수의 단층들이 분포하고 있다.

### 해안분지
인제군 해안면의 해안분지는 고원생대 편마암류를 관입한 쥐라기 해안 화강암(Jhgr)이 주변 암석에 비해 풍화에 약해 더 빨리 침식되어 분지가 형성된 차별 침식의 결과로 생성되었다.

### 단층
인제군의 단층은 주로 북동부지역에 몰려 있으며 총 연장 100km 이상의 대규모 단층만 2개가 통과한다.

## 행정 구역
인제군의 행정 구역은 1읍 5면이며, 면적은 1646.33km2로 전국의 1.7%, 강원도의 9.9%이다. 전면적의 90% 이상이 임야로 구성되며, 해발 800m이상의 준령이 20여개 있다. 인구는 3만3천여명 (한때 60000명대도 기록)으로 면적에 비해 인구밀도가 낮으나 귀농 인구, 전원생활을 위한 도시인구 전입으로 증가 추세에 있다. 전체 인구의 29.5%가 인제읍에 거주한다. 성비는 119로, 고성군 (115)보다는 높고 화천군 (127)보다 낮으며, 강원도에서 두 번째로 성비가 높다.
| 읍면동            | 한자              | 인구   | 세대   | 면적     | 행정 지도 |
| ----------------- | ----------------- | ------ | ------ | -------- | --------- |
| 인제읍            | 麟蹄邑            | 9,297  | 4,066  | 315.24   |           |
| 인제읍 귀둔출장소 | 인제읍 귀둔출장소 | 547    | 240    | 315.24   |           |
| 남면              | 南面              | 3,867  | 1,720  | 243.24   |           |
| 북면              | 北面              | 8,274  | 3,675  | 349.06   |           |
| 기린면            | 麒麟面            | 5,162  | 2,214  | 275.09   |           |
| 서화면            | 瑞和面            | 3,371  | 1,607  | 265.37   |           |
| 상남면            | 上南面            | 1,649  | 781    | 197.54   |           |
| 인제군            | 麟蹄郡            | 33,352 | 15,608 | 1,645.54 |           |

## 문화·관광

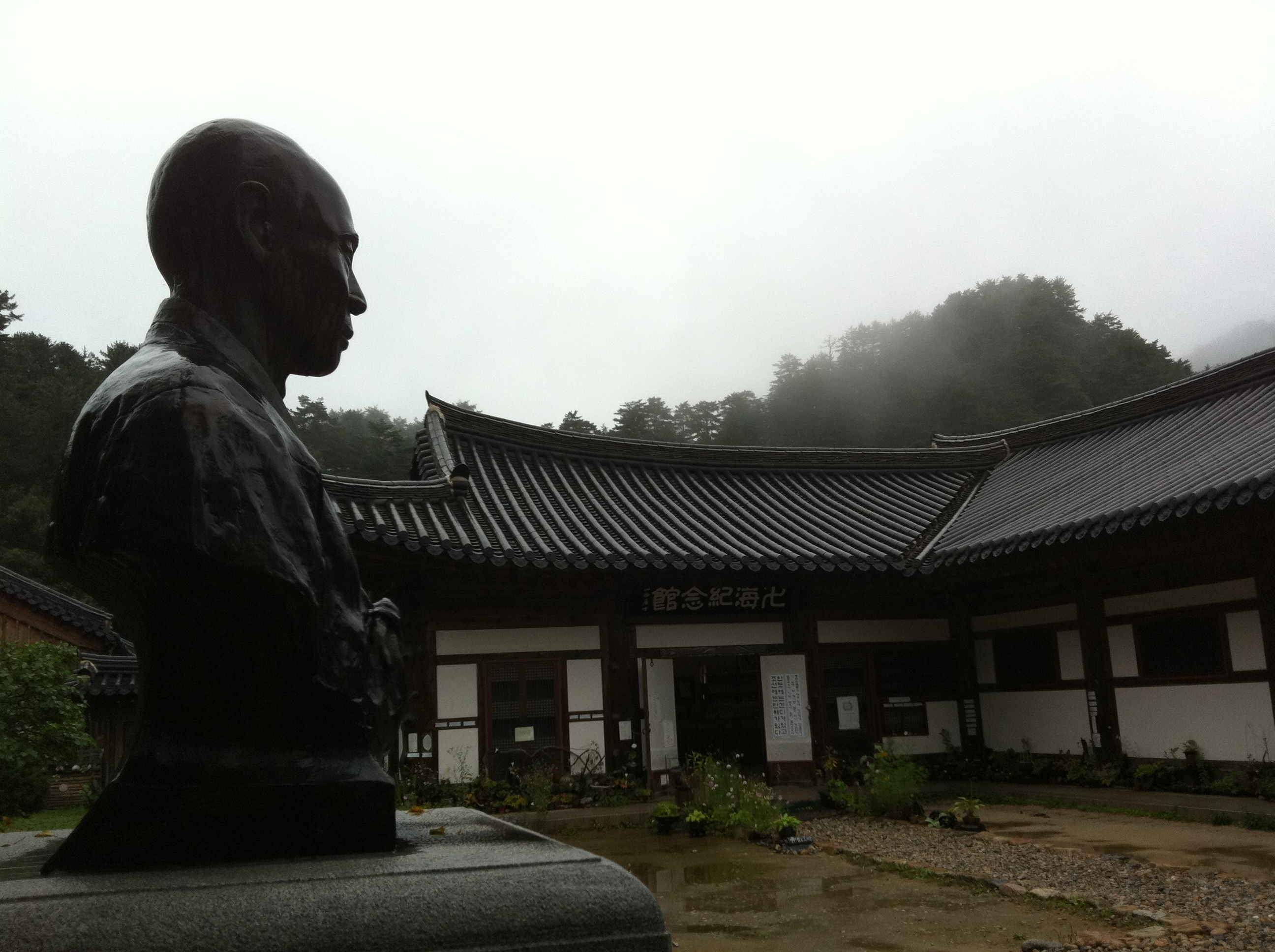
백담사 경내의 만해기념관

### 관광지
- 밀리터리파크

2009년 5월에 인제읍 초입에 생긴 밀리터리파크는 업그레이드된 서바이벌게임을 할 수 있는 곳이다. 이곳에 설치된 "서든어택 얼라이브" 경기장에서는 실제 시가전과 같은 게임이 벌어진다.
- 인제스피디움

인제스피디움은 대한민국 최초의 자동차 테마 파크이자 용인스피드웨이(1994년), 태백레이싱파크(2003년), 코리아 인터내셔널 서킷(2010년)에 이은 네번째 공인 자동차 경주장이다. 강원도 인제군 기린면 북리 632 일대에 위치하며, 총면적 139만 9000m2이다. 2011년 2월 착공을 시작해 2013년 5월 25일에 개장했으며, 공사비는 1526억원이다. 총 길이 3.908km의 서킷과 부대 시설을 포함한 자동차 경기장, 모터스포츠 체험시설, 호텔과 콘도 등 숙박시설을 갖추고 있다.
- 원대리 자작나무숲

원대리 자작나무 숲은 ‘원대리 산 75-22번지’에 자리한다. 원대리 산림감시초소에서 시작하면 되며, 초소에서 방명록을 작성한 뒤 약 3.5km의 임도를 따라 올라간다.
- 갑둔리 오층석탑

1993년 6월 3일 강원도문화재자료 제117호로 지정되었다. 소재지는 인제군 남면 갑둔리 산 69, 598 및 상남면 상남리 945이다.
- 백담사

신라시대에 창건되었으며, 만해 한용운, 춘성 등이 수행하던 곳이고 제6공화국 성립 이후 전두환과 부인 이순자의 은둔 등으로 유명한 곳이다.
- 한계사지

강원도 기념물 제50호이다. 인제군 북면 한계리 90-1~4번지에 위치하였으며 인제군 소유로 관리되고 있다. 한계사는 신라 제28대 진덕녀왕 원년(647)에 자장률사가 창건하였으나 수차에 걸쳐 큰 화재를 입어 북면 용대리 지금의 백담사로 자리를 옮겨가고 남은 터가 한계사지이다.
- 내린천 계곡

내린천은 강원도의 깊숙한 골짜기를 가로지르는, 그 길이가 무려 70km에 이르는 긴 물줄기이다. 이런 지형적인 영향으로 인제에서 31번 국도를 따라 상남까지 이어지는 약 52km의 구간이 최근 들어 래프팅의 명소로 널리 알려져 있다.
- 곰배령

점봉산(1424m) 정상에서 남쪽으로 내려가는 능선에 자리한 곰배령(1164m)은 ‘천상의 화원’이라 불리는 야생화 천국이다. 점봉산 전체가 유네스코에서 지정한 생물권보존지역이라 입산이 금지되지만, 강선계곡부터 곰배령까지 약 5km에 생태 탐방 구간이 조성되어 귀하고 아름다운 야생화를 만날 수 있다.
- 방동약수

사이다와 같은 탄산수 계열의 약수로 기린면 방동리에 위치해 있다. 탄산 이외에도 철, 망간, 불소가 들어 있어서 위장병에 특효가 있고 소화증진에도 좋다고 한다.

### 축제
- 인제빙어축제(매년 1월 말)
- 방태산 고로쇠 축제(매년 3월)
- 인제황태축제(매년 5월)
- 인제바퀴축제(매년 7월)
- 합강문화제(매년 10월)
- 용대리 마가목 축제(매년 10월)

## 산업
농경지는 하천의 범람원·산록부·선상지·분지 등에 분포되어 있으며 밭이 많다. 잡곡·감자가 많이 나며 양봉은 전국 제1로서 밀원지대를 이루고 있다. 임야 면적이 넓고 임상이 좋아 용재와 신탄을 많이 산출하여 남한 제1의 임업지이다. 그 밖에 버섯과 산나물, 인삼·당귀·복령·사향·웅담 등 한약재도 많이 난다. 주민의 50% 이상이 농업에 종사하고 있다. 주요 농산물로는 고랭지 채소인 배추와 무·쌀과 잡곡·감자·누에고치·소·꿀 등이다. 총임야면적 15만 9,452 중 대부분이 임목지이다.

### 특산물
인진쑥·치커리·빙어·황태·석공예·목공예 등이 유명하다.

## 교통
도로에 의하여 홍천군·춘천시·양구군·간성읍·속초시·양양군 등지와 연결된다. 홍천~인제~양양 간 국도의 포장 공사가 1980년에 완공되고, 서울양양고속도로 인제 나들목이 개통되면서 고속도로를 이용해 서울특별시, 춘천시, 양양군과의 통행이 한층 더 가까워졌다. 동해안과는 진부령, 미시령, 한계령을 넘어 연결된다. 현재는 철도가 없으나, 항후 춘천-속초선이 개통되면 북면 원통리와 용대리에 역사가 들어설 예정이다.

## 교육
- 고등학교

|  | - 기린고등학교 - 신남고등학교 - 원통고등학교 - 인제고등학교 |

## 자매 도시
| 지역 & 국가 | 도시              |
| ----------- | ----------------- |
| 대한민국    | 서울특별시 광진구 |
| 대한민국    | 충청남도 천안시   |